# Rainald Steck
Rainald Steck (* 24. September 1945 in Ballenstedt) ist ein deutscher Diplomat.

## Leben
Von 1964 bis 1970 studierte Rainald Steck an der Eberhard Karls Universität Tübingen Romanistik, Geschichte und Politik mit dem Abschluss Staatsexamen. 1973 wurde er mit einer Arbeit über Romain Rolland zum Dr. phil. promoviert. 1972 trat er in den auswärtigen Dienst. Von 1977 bis 1985 war Rainald Steck unter anderem Ständiger Vertreter des Botschafters in Khartum und Lusaka. Von 1985 bis 1990 leitete er den Fachbereich Auswärtige Angelegenheiten an der Fachhochschule des Bundes für öffentliche Verwaltung in Brühl (Rheinland) und war Ausbildungsleiter für den gehobenen Auswärtigen Dienst. Von 1990 bis 1992 war Rainald Steck Abteilungsleiter in der Senatskanzlei und Chef des Protokolls des Senats der Freien Hansestadt Bremen. Danach fungierte er als Botschafter in Togo, im Senegal und in Afghanistan. Von 2006 bis 2010 war er Protokollchef des Auswärtigen Amts in Berlin.

## Stationen als Botschafter
| Vorgänger                | Amt                                                                      | Nachfolger               |
| ------------------------ | ------------------------------------------------------------------------ | ------------------------ |
| Hans-Joachim Heldt       | Botschafter der deutschen Bundesregierung in Lomé/Togo 1992–1996         | Dieter Simon             |
| Eleonore Linsmayer       | Botschafter der deutschen Bundesregierung in Dakar/Senegal 1999–2003     | Doretta Maria Loschelder |
| Rainer Eberle            | Botschafter der deutschen Bundesregierung in Kabul/Afghanistan 2004–2006 | Hans-Ulrich Seidt        |
| Bernhard von der Planitz | Chef des Protokolls im deutschen Auswärtigen Amt 2006–2010               | Karl Wokalek             |

## Veröffentlichungen
- Romain Rollands Revolutionsdrama 'Danton'. Diss. Tübingen 1973.